# Manifestazioni cliniche dell'AIDS

Principali sintomi dell'AIDS.

Le manifestazioni cliniche dell'AIDS sono principalmente il risultato di condizioni mediche che normalmente non si sviluppano in individui con un sistema immunitario sano. La maggior parte di queste sono infezioni opportunistiche causate da batteri, virus, funghi e parassiti che vengono normalmente controllati dal sistema immunitario. Queste infezioni influenzano quasi ogni sistema d'organo.
Le persone affette da AIDS hanno un rischio aumentato di sviluppare tumori, in particolare il sarcoma di Kaposi, il tumore al collo dell'utero e i tumori del sistema immunitario, noti come linfomi. Inoltre, le persone con AIDS, spesso presentano sintomi sistemici di infezione come febbre, sudorazione (soprattutto di notte), ingrossamento delle ghiandole, brividi, debolezza, perdita di peso e anoressia. Le infezioni specifiche opportunistiche che i malati di AIDS sviluppano dipendono in parte dalla prevalenza di queste infezioni nella zona geografica in cui il paziente vive.

## Segni e sintomi

### Polmonari

Radiografia al torace di un paziente con pneumocistosi. Vi è un incremento di opacità (bianco) nella parte bassa dei polmoni.

La pneumocistosi (originariamente conosciuta come "polmonite da Pneumocystis carinii") è relativamente rara in persone sane e immunocompetenti, ma comune tra gli individui affetti da HIV. È causata dal micete Pneumocystis jirovecii.
Prima dell'avvento di un'efficace possibilità di diagnosi, del trattamento e della profilassi di routine nei paesi occidentali, la polmonite era una causa comune di morte immediata. Nei paesi in via di sviluppo, questa rappresenta ancora una delle prime indicazioni di AIDS in individui a cui non è stato eseguito il test, anche se in genere non si verifica se il valore dei linfociti T CD4+ è inferiore alle 200 unità per microlitri di sangue.
La tubercolosi (TBC) è un'infezione comune nei pazienti con HIV ma che è trasmissibile anche alle persone sane attraverso le vie aeree. Una volta individuata, non è una patologia facilmente curabile. Secondo l'Organizzazione Mondiale della Sanità, nel 2007, 456.000 dei decessi tra i casi di TBC erano HIV positivi, un terzo di tutti i decessi tubercolosi e quasi un quarto del circa 2 milioni di morti di HIV nello stesso anno. Nella fase iniziale dell'infezione da HIV (CD4> 300 cellule per mL), la tubercolosi si presenta tipicamente come una malattia polmonare. Nell'infezione avanzata da HIV, la tubercolosi si presenta spesso atipica ed extrapolmonare (sistemica). I sintomi sono solitamente costituzionali e non sono localizzati in un sito particolare. Spesso colpisce il midollo osseo, l'apparato urinario e l'apparato gastrointestinale, il fegato, i linfonodi regionali e il sistema nervoso centrale.

### Gastrointestinali
L'esofagite è un'infiammazione del rivestimento della parte inferiore dell'esofago. In individui infetti da HIV questa condizione è normalmente dovuta a infezioni fungine (candidosi) o virali (herpes simplex o citomegalovirus). In rari casi possono essere dovute a micobatteri.
La diarrea cronica, tipica dell'infezione da HIV, è dovuta a molteplici possibili cause, tra cui l'infezione da comuni batteri (Salmonella, Shigella, Listeria e Campylobacter), alle infezioni parassistiche opportunistiche (criptosporidiosi e microsporidiasi) e ai virus (astrovirus, adenovirus, rotavirus e citomegalovirus).
In alcuni casi, la diarrea può essere un effetto collaterale di diversi farmaci somministrati per il trattamento dell'HIV o può semplicemente accompagnare l'infezione da HIV. Può anche essere un effetto collaterale di antibiotici usati per trattare le cause batteriche della diarrea stessa.

### Neurologici e psichiatrici
L'infezione da HIV può condurre ad una varietà di sequele neuropsichiatriche dovute all'infezione del sistema nervoso, diventato ora suscettibile, a opera di organismi o come diretta conseguenza della malattia stessa.
La toxoplasmosi è una malattia causata dal parassita unicellulare chiamato Toxoplasma gondii che di solito colpisce il cervello, causando encefalite, ma può anche infettare e causare malattie negli occhi e nei polmoni. La meningite criptococcica è un'infezione delle meningi (la membrana che ricopre il cervello e il midollo spinale) causata dal fungo Cryptococcus neoformans. Essa può causare febbre, cefalea, affaticamento, nausea e vomito. I pazienti possono anche sviluppare convulsioni e confusione mentale; se non trattata, può risultare letale.
La leucoencefalopatia multifocale progressiva è una malattia demielinizzante, in cui la progressiva distruzione della guaina mielinica che ricopre gli assoni delle cellule nervose altera la trasmissione degli impulsi nervosi. È causata da un virus chiamato virus JC e si verifica nel 70% della popolazione in forma latente, causando malattia conclamata solo quando il sistema immunitario è indebolito, come nel caso di pazienti affetti da AIDS. Essa progredisce rapidamente, causando generalmente la morte entro pochi mesi dalla diagnosi.
L'encefalopatia da HIV è una encefalopatia metabolica indotta da infezione da HIV e alimentata dalla attivazione immunitaria dei macrofagi cerebrali. Queste cellule sono infettate dalle neurotossine dell'HIV.

### Tumori

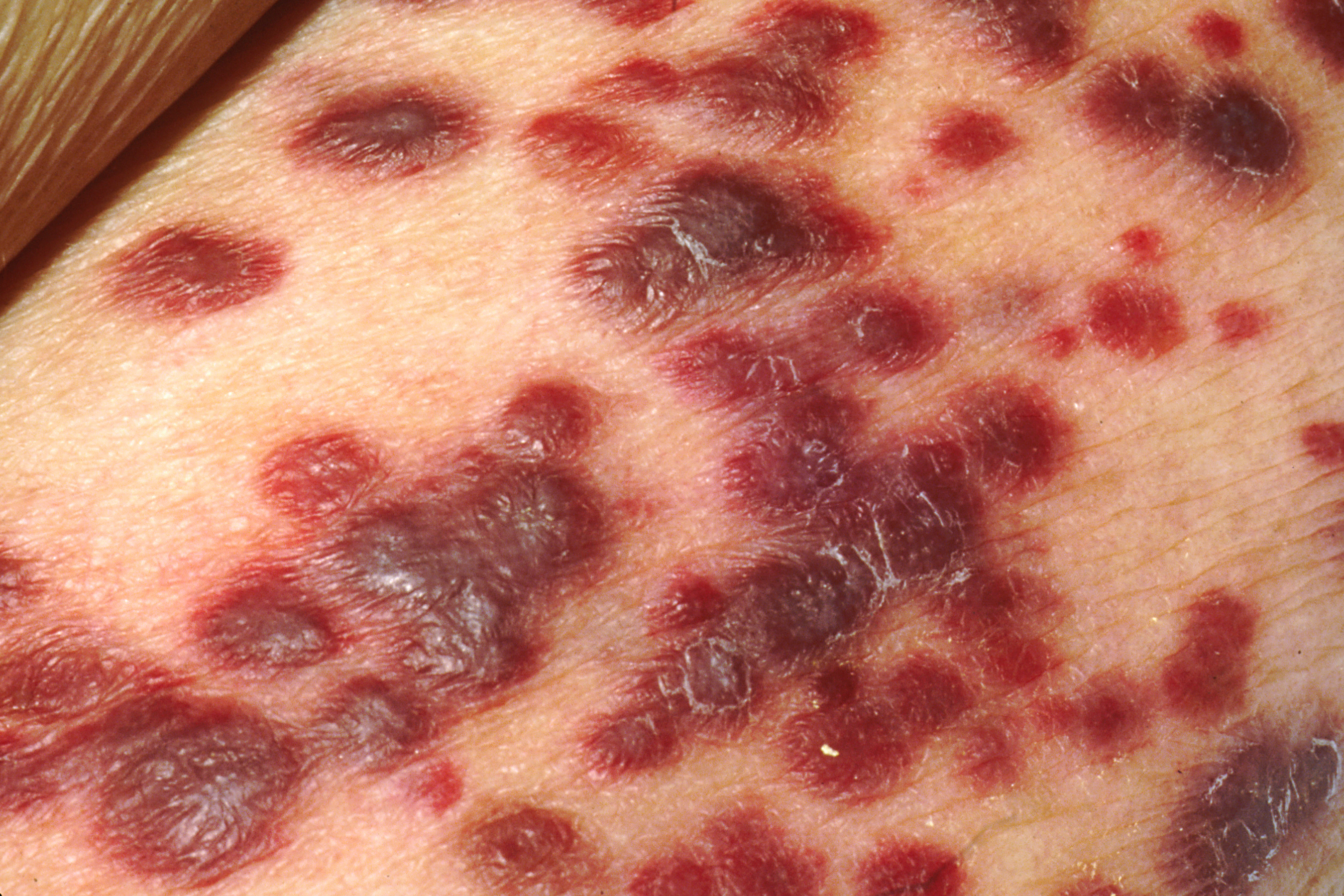
Sarcoma di Kaposi.

I pazienti con infezione da HIV vedono notevolmente aumentato il rischio di sviluppare tumori. Ciò è dovuto principalmente alla co-infezione con virus oncogeni, come il virus Epstein-Barr. Il sarcoma di Kaposi è invece associato all'herpesvirus (KSHV) e al papillomavirus umano.
Il sarcoma di Kaposi è il tumore più comune nei pazienti affetti da HIV. La sua comparsa nei giovani uomini omosessuali nel 1981 è stato uno dei primi segnali dell'epidemia di AIDS. Esso appare come noduli violacei sulla pelle, ma può colpire anche altri organi, in particolare la bocca, il tratto gastrointestinale e i polmoni. Un altro tumore molto frequente nei malati di HIV, è il linfoma di Burkitt, associato al virus Epstein-Barr e il linfoma primario del sistema nervoso centrale. Questi particolari tipi di cancro spesso prefigurano una prognosi sfavorevole. Quando questi linfomi si presentano in un paziente affetto da HIV, si arriva ad una diagnosi di AIDS.
La presenza di un cancro cervicale è anch'esso una prova di AIDS conclamato nelle donne positive all'HIV. Questo tumore è causato dal Papillomavirus umano.
Oltre ai tumori, di cui sopra, che definiscono l'AIDS, i pazienti affetti da HIV sperimentano un rischio aumentato per alcuni altri tumori. In particolare per la malattia di Hodgkin, per il carcinoma anale e rettale, per i carcinomi epatocellulari e per il cancro ai polmoni.
È interessante notare come l'incidenza di molti tumori comuni, come il cancro al seno o il cancro al colon, non aumenta in pazienti affetti da HIV. Nelle zone in cui i farmaci antiretrovirali vengono ampiamente utilizzati per trattare l'AIDS, l'incidenza di molte neoplasie correlate all'AIDS risulta diminuita, ma allo stesso tempo i tumori maligni sono diventati la causa più comune di morte di pazienti affetti da HIV.

### Altre infezioni
I pazienti affetti da AIDS spesso sviluppano infezioni opportunistiche che si presentano con sintomi non specifici, in particolare con febbre bassa e perdita di peso. Queste infezioni comprendono il Mycobacterium avium intracellulare e il citomegalovirus.
La penicilliosi è la terza infezione opportunistica più comune (dopo la tubercolosi extrapolmonare e la criptococcosi) nei soggetti HIV-positivi dell'area endemica del sud est asiatico.
Un'infezione frequente negli affetti da AIDS, ma che spesso non viene riconosciuta, è quella da parvovirus B19. La sua principale conseguenza è l'anemia, condizione difficile da distinguere dagli effetti dei farmaci antiretrovirali usati per trattare l'AIDS stesso.